# Balatonboglár
Balatonboglár (tyska: Sankt Egidi) är en stad och kommun i distriktet Fonyód i provinsen Somogy i västra Ungern. Kommunen har 5 390 invånare (2024), på en yta av 32,04 km². Det är en turistort, belägen vid Balatonsjöns södra strand. Balatonboglár är centrum för vinregionen Balatonboglár, och kallas ofta "druvornas och vinernas stad".